# Horacio Muñoz Muñoz
Horacio Muñoz Muñoz (18 de maig de 1896 – 4 de setembre de 1934) va ser un futbolista xilè que jugava com a davanter. És recordat com un dels primers ídols del Fernández Vial i va ser germà del també futbolista Bartolo Muñoz, amb qui va compartir equip tant al club com a la selecció nacional.

## Biografia
Horacio Muñoz va néixer el 18 de maig de 1896 a Colico, una localitat de l'antiga comuna de Carampangue, actualment part d'Arauco, Xile. Des de jove, juntament amb el seu germà Bartolo, va fitxar pel Fernández Vial, on va destacar pel seu rendiment. El 1927, va ser convidat a participar en una gira internacional amb el Colo-Colo, reforçant l'equip en diverses gires i partits amistosos entre 1927 i 1930.
Va morir el 4 de setembre de 1934 a Concepción, i durant la dècada de 1970 les seves restes van ser traslladades al "Mausoleo de los Viejos Cracks" de Colo-Colo al Cementiri General de Santiago, on reposen altres figures destacades del futbol xilè.

## Carrera internacional
Muñoz va formar part de la selecció xilena entre 1917 i 1930, disputant un total de 9 partits oficials. La seva primera convocatòria va ser per al Campionat Sud-americà de 1917, on Xile va obtenir el quart lloc. També va participar en els campionats de 1919, 1920 i 1926. Tot i ser convocat per a la Copa del Món de 1930 a l'Uruguai, no va arribar a disputar cap partit durant el torneig.

### Participacions en el Campionat Sud-americà
| Torneig                    | Seu     | Resultat    | Partits |
| -------------------------- | ------- | ----------- | ------- |
| Campionat Sud-americà 1917 | Uruguai | Quart lloc  | 2       |
| Campionat Sud-americà 1919 | Brasil  | Quart lloc  | 2       |
| Campionat Sud-americà 1920 | Xile    | Quart lloc  | 3       |
| Campionat Sud-americà 1926 | Xile    | Tercer lloc | 1       |

### Detall de partits classe A
| N° | Data       | Ciutat         | Rival     | Resultat | Club           | Condició | Minuts | Gols | Competició                 |
| -- | ---------- | -------------- | --------- | -------- | -------------- | -------- | ------ | ---- | -------------------------- |
| 1  | 06/10/1917 | Montevideo     | Argentina | 0:1      | Fernández Vial | Titular  | 90     | 0    | Campionat Sud-americà 1917 |
| 2  | 12/10/1917 | Montevideo     | Brasil    | 0:5      | Fernández Vial | Titular  | 90     | 0    | Campionat Sud-americà 1917 |
| 3  | 21/10/1917 | Buenos Aires   | Argentina | 1:1      | Fernández Vial | Titular  | 90     | 0    | Partit amistós             |
| 4  | 11/05/1919 | Rio de Janeiro | Brasil    | 0:6      | Fernández Vial | Titular  | 90     | 0    | Campionat Sud-americà 1919 |
| 5  | 22/05/1919 | Rio de Janeiro | Argentina | 1:4      | Fernández Vial | Titular  | 90     | 0    | Campionat Sud-americà 1919 |
| 6  | 11/09/1920 | Viña del Mar   | Brasil    | 0:1      | Fernández Vial | Titular  | 90     | 0    | Campionat Sud-americà 1920 |
| 7  | 20/09/1920 | Viña del Mar   | Argentina | 1:1      | Fernández Vial | Titular  | 90     | 0    | Campionat Sud-americà 1920 |
| 8  | 26/09/1920 | Viña del Mar   | Uruguai   | 1:2      | Fernández Vial | Titular  | 90     | 0    | Campionat Sud-americà 1920 |
| 9  | 31/10/1926 | Santiago       | Argentina | 1:1      | Fernández Vial | Titular  | 90     | 0    | Campionat Sud-americà 1926 |

### Resum de partits classe A
| Competició                         | PJ | PG | PE | PP |
| ---------------------------------- | -- | -- | -- | -- |
| Campionat Sud-americà/Copa Amèrica | 8  | 0  | 2  | 6  |
| Partits i tornejos amistosos       | 1  | 0  | 1  | 0  |
| Total                              | 9  | 0  | 3  | 6  |

### Registre per any
| Any   | Partits | Minuts | Gols |
| ----- | ------- | ------ | ---- |
| 1917  | 3       | 270    | 0    |
| 1919  | 2       | 180    | 0    |
| 1920  | 3       | 270    | 0    |
| 1926  | 1       | 90     | 0    |
| Total | 9       | 810    | 0    |